# Свети Архангел Михаил (Джепище)
Вижте пояснителната страница за други значения на Свети Архангел Михаил.
„Свети Архангел Михаил“ (на македонска литературна норма: „Свети Архангел Михаил“) е православна църква в голобърдското село Джепище, Северна Македония. Църквата е част от Дебърско-Реканското архиерейско наместничество на Дебърско-Кичевската епархия на Македонската православна църква – Охридска архиепископия.
Църквата е изградена в 1874 година на мястото на стара църква. Изписана е в същата година от галичкия зограф Кръсте Мисков. Обновена е в 1996 – 1997 година от изселени местни жители.